# Proagomyia torrentium
Proagomyia torrentium är en tvåvingeart som beskrevs av Collin 1933. Proagomyia torrentium ingår i släktet Proagomyia och familjen dansflugor. Inga underarter finns listade i Catalogue of Life.